# Philip Schultz
Philip Schultz (Rochester, 6 gennaio 1945) è un poeta statunitense.

## Biografia
Autore di nove raccolte di poesie, nel 2008 ha vinto il Premio Pulitzer per la sua opera Failure. Ha insegnato alla New York University dal 1977 al 1987, fondando anche un programma di dottorato di ricerca in scrittura.

## Opere (parziale)
- Like Wings, Viking Penguin, 1978
- Deep Within the Ravine, Viking Penguin, 1984
- My Guardian Angel Stein, State Street Press, 1986
- The Holy Worm of Praise, Harcourt, 2002
- Living in the Past, Harcourt, 2004
- Failure, Harcourt, 2007
- The God of Loneliness: Selected and New Poems, Houghton Mifflin Harcourt, 2010
- My Dyslexia, W. W. Norton & Company, 2011
- The Wherewithal, W. W. Norton & Company, 2014